# Bernarda Ćutuk
Bernarda Ćutuk (* 22. Dezember 1990 in Zagreb, SFR Jugoslawien) ist eine kroatische Volleyballspielerin.

## Karriere
Ćutuk begann ihre Karriere bei HAOK Mladost Zagreb. 2011 wechselte die Mittelblockerin zu ŽOK Rijeka. Mit dem Verein gewann sie 2012 die kroatische Meisterschaft. Anschließend wurde sie vom deutschen Bundesligisten SC Potsdam verpflichtet, wo sie bis 2015 spielte. Anfang 2016 spielte Ćutuk in Italien bei LJ Volley Modena und seit dem Sommer in Tschechien bei SK UP Olomouc. 2013 und 2015 nahm Ćutuk mit der kroatischen Nationalmannschaft an der Europameisterschaft teil.